# Edson Torres
Edson Enrique Torres Ulloa (Guadalajara, Jalisco, México. 30 de junio de 1998) es un futbolista mexicano que juega como mediocampista ofensivo, su actual equipo es el Club Jaiba Brava de la Liga de Expansión MX.

## Trayectoria

### Inicios y Club Deportivo Guadalajara
Se integró a las Fuerzas Básicas de Club Guadalajara en el año 2007,al tener buenas actuaciones fue llevado a jugar en el equipo sub-15, sub-17 y la sub-20 de Chivas.
Tras excelentes actuaciones y visoriado, fue llevado al primer equipo. Debutó en la Copa MX el 26 de julio de 2016, ante el equipo de Chiapas Fútbol Club, donde en su debut en la Copa metió su primer gol en el equipo, sin embargo, no ayudó y terminó perdiendo 1-4 a favor del equipo de Chiapas.
Debutó el 6 de agosto de 2016, entrando se cambió por Ángel Zaldívar, en el empató 0-0 antes el Querétaro Fútbol Club.

### Lobos BUAP
El 22 de diciembre de 2018, se oficializa el traspaso de Torres, al Lobos BUAP en calidad de préstamo por 1 año sin opción a compra.

### Club Deportivo Tudelano
El 29 de junio de 2019, se oficializa su traspaso al Club Deportivo Tudelano, procedente de Lobos BUAP, en calidad de Préstamo por 1 año con opción a compra

## Palmarés

### Campeonatos nacionales
| Título               | Club          | País           | Año  |
| -------------------- | ------------- | -------------- | ---- |
| Supercopa MX         | Guadalajara   | Estados Unidos | 2016 |
| Copa MX              | Guadalajara   | México         | 2017 |
| Liga MX              | Guadalajara   | México         | 2017 |
| Liga de Expansión MX | Leones Negros | México         | 2025 |

#### Campeonatos internacionales
| Título                    | Club        | Sede   | Año  |
| ------------------------- | ----------- | ------ | ---- |
| CONCACAF Champions League | Guadalajara | México | 2018 |